# José Gonçalves (voetballer)
José Júlio Gomes Gonçalves (Lissabon, 17 september 1985) is een Zwitsers–Portugees voetballer, met roots uit Kaapverdië, die bij voorkeur als centrale verdediger speelt. In september 2017 tekende hij een contract bij NorthEast United FC, nadat in januari 2017 zijn aflopende contract bij New England Revolution niet was verlengd.

## Clubcarrière
Gonçalves werd geboren in Lissabon maar verhuisde toen hij twee was naar Zwitserland. Hij speelde twee jaar bij FC Basel maar wist daar niet door te breken. Hij speelde vervolgens voor korte tijd bij FC Winterthur en Venezia. In 2005 keerde hij terug naar Zwitserland, waar hij tekende bij FC Thun en voor het eerst Champions League voetbal speelde.
Na een mislukte stage bij Everton waren er geruchten over interesse van Newcastle United, Rangers en Crystal Palace. In januari van 2006 tekende hij echter bij Heart of Midlothian. Hij tekende eerst bij FBK Kaunas, een andere club die eigenaar Vladimir Romanov in bezit had, en werd vervolgens direct verhuurd aan Hearts. Hij maakte zijn debuut in een met 3–0 gewonnen wedstrijd tegen Aberdeen in de Scottish Cup. Door een serie van blessures had hij in zijn eerste seizoen bij de club een beperkte inbreng.
In 2008 werd hij verhuurd aan 1. FC Nürnberg uit de 2. Bundesliga met optie tot koop. Nürnberg had dat seizoen de beste defensieve statistieken uit de competitie en promoveerde naar de Bundesliga. Gonçalves kende echter opnieuw problemen met blessures waarna Nürnberg besloot hem niet definitief over te nemen van Hearts. Hij keerde vervolgens terug naar de Schotse club, waar hij op 30 augustus 2009 tegen St. Johnstone zijn eerste doelpunt voor maakte. Na de komst van trainer Jim Jefferies werd hij in januari van 2010 op non–actief gezet omdat hij weigerde een contractverlenging te tekenen. Op 7 maart 2010 keerde Gonçalves op het veld in een met 1–0 verloren wedstrijd tegen Dundee United. Jefferies gaf na de wedstrijd aan dat Gonçalves alleen een basisplaats kreeg omdat er meerdere blessures waren onder de verdedigers van Hearts. In juni van 2010 verliet Gonçalves de club.
Op 16 januari 2011 keerde hij opnieuw terug naar Zwitserland, waar hij tekende bij St. Gallen. Op 6 februari 2011 maakte hij tegen Grasshoppers zijn debuut. Zijn eerste doelpunt voor de club maakte hij op 3 april 2011 tegen FC Luzern. St. Gallen degradeerde aan het einde van het seizoen naar de Challenge League. Op 10 juni 2011 liet hij St. Gallen weten dat hij gebruik zou maken van de clausule in zijn contract waarbij zijn contract ontbonden zou worden bij degradatie. Hij tekende vervolgens bij FC Sion, waar hij het begin van het seizoen moest missen wegens sancties die FC Sion waren opgelegd. Zijn debuut maakte hij uiteindelijk tegen Celtic in de Champions League. Drie dagen later maakte hij tegen FC Lausanne-Sport zijn competitiedebuut.
Op 3 januari 2013 werd hij verhuurd aan New England Revolution uit de Major League Soccer. Hij maakte zijn debuut op 9 maart 2013 tegen Chicago Fire. Zijn eerste doelpunt maakte hij op 20 juli 2013 tegen Columbus Crew. Gonçalves bleek aan het einde van het seizoen de enige Revolution speler die iedere minuut van elke wedstrijd speelde. Op 26 november 2013 werd hij bovendien tot 'MLS Defender of the Year' benoemd. Vier dagen eerder had New England al de optie tot koop gelicht.
In januari 2017 werd Gonçalves' aflopende contract niet verlengt, waarna de club afscheid van de speler nam. In september 2017 vond hij in het Indiase NorthEast United FC een nieuwe club.

## Interlandcarrière
Gonçalves kon voor zijn interlandcarrière kiezen uit Kaapverdië, Portugal of Zwitserland. Hij koos voor Portugal en speelde driemaal voor het –21 team van Portugal. Op 31 september 2009 werd hij door bondscoach Carlos Queiroz opgenomen in de voorselectie van het Portugees voetbalelftal ter voorbereiding op wedstrijden voor kwalificatie van het WK voetbal 2010. De uiteindelijke 22–koppige selectie behaalde hij echter niet.